# Isla de Francia (provincia)
Isla de Francia (en francés Île-de-France) fue una provincia de Francia que abarcaba los departamentos del centro-norte de Val-d'Oise, Seine-et-Marne, Seine-Saint-Denis, Ville-de-Paris, Hauts-de-Seine, Val-de -Marne, Essonne y Yvelines. Limitaba por las regiones de Picardía al norte, Champaña-Ardenas al este, Borgoña al sureste, Centro al sur y Alta Normandía al noroeste. Su capital era París y tenía un área de 12,011 km cuadrados y una población de 11,491,000 (2006).

## Definición geográfica
La región se encuentra en el centro de la cuenca de París y se compone de llanuras de piedra caliza con un relieve suavemente ondulado. Sus principales ríos son el Sena y sus afluentes, el Marne, Oise y Aisne. Algunas partes de la provincia histórica ahora están incorporadas a la región de Picardía, mientras que otras partes de la actual región Isla de Francia se ubican de la provincia histórica de Champaña.
Algunas partes de la provincia histórica actualmente están incorporadas a Picardía, mientras otras partes de la région Île-de-Francia forna parte de la provincia histórica de Champaña. Véase Historia de Francia.

## Historia temprana
La historia de Isla de Francia se remonta al periodo medieval. El nombre se registró por primera vez en 1387, cuando el término "Francia" designó ciertos territorios de la corona. Literalmente, el nombre de "Isla de Francia" se derivó de estar limitada por los ríos Sena, Oise y Marne (afluentes del Sena) y Beuvronne (un afluente del Marne), que lo rodean como una isla.
El nombre también puede heredar del franco Lidle Franke/Lilde Franke, o "pequeña Francia".
El área alrededor de París era el dominio personal original del rey de Francia, a diferencia de las áreas gobernadas por señores feudales de quienes él era el suzerano o soberano. Esto se refleja en divisiones como el Véxin Français y el Véxin Normand, el primero dentro del dominio del rey de Francia, el último dentro del feudo del duque de Normandía.
Conocida como Lutecia (Lutece) en la antigüedad, París fue conquistada por Julio César en el 52 a C y existió como un centro regional bajo los romanos y a principios de la Edad Media. En 987, Hugo Capeto, conde de París, se convirtió en rey de Francia, y bajo sus sucesores, los Capetos, se estableció la posición de la ciudad como capital de la nación.
A menudo caracterizados como enérgicos y rebeldes, la gente de París se declaró por primera vez una comuna independiente bajo el liderazgo de Etienne Marcel en 1355-58. La toma de la Bastilla en 1789 fue la primera de una serie de acciones clave del pueblo parisino durante la revolución francesa. París también desempeñó un papel importante en las revoluciones de 1830 y 1848. En 1871, durante la guerra franco-prusiana, la ciudad fue sitiada durante cuatro meses hasta que Francia se rindió. Después de que las tropas alemanas se retiraron, los radicales franceses establecieron brevemente la comuna de París. Durante la Primera Guerra Mundial, a los alemanes se les impidió llegar a París, pero ocuparon la ciudad durante la Segunda Guerra Mundial de 1940 a 1944. París volvió a ser escenario de violencia durante los disturbios estudiantiles de 1968.
París hoy mantiene su importancia, carácter y encanto, aunque su apariencia está siendo transformada por estructuras como Beaubourg y por el ambicioso programa de construcción llevado a cabo bajo la presidencia de François Mitterrand. Además del arco de La Défense y la Bastille Opéra, los proyectos de Mitterrand han incluido la renovación del museo del Louvre por el arquitecto IM Pei, el complejo de La Villette en el extremo noreste de la ciudad y, en el sureste, la Bibliothèque de France, Una gran biblioteca de la era de la informática.
La planificación para París y la región de la cuenca de París incluye la consideración de grandes extensiones de tierra en el valle del río Sena hasta la desembocadura del río. Se contemplan nuevas ciudades, parques, ubicaciones industriales y funciones ampliadas de las ciudades existentes para este corredor a ambos lados del Sena

## Historia moderna
El 4 de febrero de 1959, el distrito de la Región de París fue creado por un decreto del gobierno. Debido a la falta de cooperación entre las comunas y los departamentos de la región, que se negaron a enviar a sus representantes al consejo de distrito, se consideró un fracaso.
El distrito de la Región de París fue recreado el 2 de agosto de 1961 con el mismo nombre, pero esta vez por un estatuto (proyecto de ley) votado por el Parlamento francés. Las fronteras de esta nueva región coincidían con las de la actual región de Isla de Francia. El consejo del distrito abortado de 1959 fue reemplazado por una Junta de Síndicos, la mitad de cuyos miembros fueron nombrados por el gobierno francés y la otra mitad por las comunas y departamentos locales. El ejecutivo del distrito era un funcionario público, el Delegado General para el distrito de la región de París, designado por el gobierno francés.
El 10 de agosto de 1966, se crearon las prefecturas de la Región de París, cuyas fronteras coincidían con las del distrito (y con la de la actual región de Isla de Francia). El Delegado General para el distrito de la región de París fue nombrado prefecto de la región de París, ocupando ambas oficinas al mismo tiempo. El distrito pasó a denominarse "distrito de la región de París" a "distrito de la región parisina" el 17 de diciembre de 1966.
El distrito de la región de París se reconstituyó en la región de Isla de Francia el 6 de mayo de 1976, alineando así el estatus de la región con el de las otras regiones francesas, creado en 1972. La prefectura de la región de París pasó a llamarse prefectura de Isla de Francia. La antigua Junta de Síndicos fue reemplazada por un consejo regional, 70% de los miembros eran representantes de los departamentos y comunas. El 30% restante fue elegido por los miembros del parlamento francés cuyos distritos electorales se encontraban dentro de Isla de Francia. El consejo regional eligió un presidente con poderes ejecutivos limitados. La oficina del delegado general fue abolida. Se dijo que el presidente Valéry Giscard d'Estaing insistió personalmente en elegir el nombre "Isla de Francia" para la región, en lugar de "Región Parisina" utilizada anteriormente.
El 2 de marzo de 1982, Isla de Francia, como las otras regiones francesas, se convirtió en una "colectividad territorial". En otras palabras, se cambió de una región administrativa del estado a una entidad política de pleno derecho, a la par de los departamentos y comunas. Se ampliaron los poderes de las regiones, se programaron elecciones directas de los consejos regionales y se otorgó a los presidentes de los consejos regionales plenos poderes ejecutivos.
La primera elección directa del consejo regional por parte de los habitantes de Isla de Francia se celebró el 16 de marzo de 1986. Los poderes y la visibilidad de la región aumentaron en gran medida debido a que aumentaba el proceso de devolución y regionalización.

## Subprovincias y sus ciudades principales

Las subprovincias históricas (pays) de Isla de Francia

La provincia estaba dividida en varias subprovincias (francés: pays). No eran áreas administrativas, sino áreas históricas y culturales que se remontan al Imperio Romano de Occidente e identificadas fácilmente por sus habitantes. A continuación se muestra una lista de los pays que conformaron la provincia de Isla de Francia, con sus principales ciudades:
- Beauvaisis – Beauvais
- Brie française – Brie-Comte-Robert
- Gâtinais français – Nemours
- Hurepoix – Arpajon, Limours
- Laonnois – Laon
- Mantois – Mantes-la-Jolie
- Noyonnais, Quart de Noyon – Noyon
- Parisis (también conocido como Pays de Francia) – París
- Soissonnois – Soissons
- Vexin français – Magny-en-Vexin
- Valois – Crépy-en-Valois